# Estádio Olímpico de Mersin
O Estádio Olímpico de Mersin (em turco: Mersin Olimpiyat Stadı) é um estádio multiuso localizado na cidade de Mersin, na Turquia, inaugurado em 20 de junho de 2013, com capacidade máxima para 25 534 espectadores. Substituiu o antigo Tevfik Sırrı Gür Stadyumu, demolido em 2018, que tinha capacidade de 10 128 espectadores.
O Mersin İ.Y., tradicional clube da cidade, mandou seus jogos oficiais por competições nacionais no estádio até o encerramento de suas atividades em 2019.

## Histórico
A construção de um novo estádio em Mersin, cidade localizada no litoral sul da Turquia, tornou-se certa quando a cidade foi escolhida em 2011 para sediar os Jogos do Mediterrâneo de 2013. Já em 2011, um primeiro projeto arquitetônico para um novo estádio com 30.000 lugares foi desenhado. Mais tarde, tal projeto passou por adaptações, tendo sua capacidade reduzida para pouco mais de 25.000 espectadores. Embora tenha ficado popularmente conhecido como "estádio olímpico", o local não conta com uma pista de atletismo no entorno do gramado.
A construção orçada inicialmente em cerca de 100 000 000 € começou em fevereiro de 2012 e durou pouco mais de um ano. Já no primeiro semestre de 2013, o estádio estava em condições de ser inaugurado, embora ainda não estivesse pronto para competições de futebol. Como o estádio inicialmente apenas sediaria as cerimônias de abertura e encerramento dos Jogos do Mediterrâneo, foi somente em setembro de 2013 que o gramado teve sua implantação concluída.
A primeira partida de futebol jogada no local foi disputada entre o Mersin İ.Y. e o Gaziantep, que terminou com um empate sem gols, em confronto válido pela Segunda Divisão Turca.

## Infraestrutura
O layout das arquibancadas consiste em dois setores divididos por saguão onde se encontram 54 camarotes e áreas VIPs, que totalizam quase 4.000 cadeiras. Sua fachada externa e cobertura são compostos por uma membrana leve baseada em estrutura de aço, criando uma forma angular dinâmica. Devido à localização remota do estádio, quase 1.300 vagas de estacionamento aberto foram construídas em seus arredores.